# Sukkot
Il termine Sukkot o Succot (סוכות o סֻכּוֹת entrambi sukot) si riferisce a una festa di pellegrinaggio che in Israele dura sette giorni, otto al di fuori di Eretz Israel.
I primi due e gli ultimi due sono di Yom Tov.
È conosciuta anche come festa delle capanne o festa dei tabernacoli. Nell'ebraismo è una delle festività più importanti.

## Etimologia
La parola "sukoth" è il plurale della parola ebraica sukah che significa "capanna". Il termine sukah nel linguaggio comune indica proprio la capanna che viene costruita per la celebrazione della festa in ricordo del periodo "nel deserto" dopo l'Esodo biblico del popolo ebraico dopo essere stati in Egitto.

## Significato della festa
La festa di Sukkot ricordava la vita del popolo di Israele nel deserto durante il loro viaggio verso la terra promessa, la terra di Israele. Durante il loro pellegrinaggio nel deserto essi vivevano in capanne (sukot). La Torah ordina agli ebrei di utilizzare, per la celebrazione della festa, quattro specie di vegetali: il lulav (un ramo di palma), l'etrog (un cedro), tre rami di mirto e due rami di salice. Il cedro viene impugnato separatamente dai rami che invece sono legati assieme con la canapa.

## Liturgia
I primi due giorni di Sukot vengono celebrati come giorni di festa piena. I cinque giorni successivi, invece sono di mezza festa (Chol haMo'ed) durante i quali vengono comunque osservati i precetti specifici della festa. Il settimo giorno (l'ultimo dei giorni di mezza festa) è chiamato "Hoshanà Rabà" e deve essere osservato in maniera particolare. L'ultimo giorno, l'ottavo, viene celebrato come fosse una festa a sé e presenta delle preghiere e delle usanze particolari (vedi più avanti).
- Hoshanà Rabbà - Il settimo giorno di Sukot - הושענא רבא
- Sheminì Azeret - L'ottavo giorno di Sukot - שמיני עצרת
- Simchat Torah - L'ultimo giorno di Sukot - שמחת תורה

In Israele Sukot dura otto giorni, incluso il "Shemini Atzeret". Al di fuori di Israele (la cosiddetta Diaspora), Sukot dura nove giorni. In questo caso l'ottavo giorno è "Shemini Atzeret" mentre il nono è detto Simchat Torah. In Israele i festeggiamenti legati a Simchat Torah si svolgono durante il giorno di Shemini Atzeret
In questo giorno, Simchat Torah, durante il servizio in sinagoga, viene letta l'ultima porzione della Torah. Nello Shabbat successivo, gli ebrei ricominciano la lettura della Torah dalla prima porzione, la prima parte del libro della Genesi, chiamata Bereshit. Il servizio è particolarmente gioioso e sono consentite, e spesso attese, simpatiche variazioni al normale procedere delle funzioni. Mentre è tradizione di tutte le correnti ebraiche ballare con i rotoli della Torah intonando canzoni legate alla festività, è usanza israeliana quella di lanciare dal matroneo sui danzanti (ed in particolare ai bambini) manciate di caramelle e dolcetti vari.
Nel calendario ebraico, Erev Sukot (la sera di sukot), la prima sera della festa, cade il 14 del mese di Tishri, così il primo dei giorni di Sukot è il 15 di Tishri.

## La festività nella Bibbia
"Sukot" è la terza festa di pellegrinaggio durante cui tutti gli ebrei maschi sono obbligati a compiere un pellegrinaggio al Tempio di Gerusalemme. La celebrazione di questa festa comincia il quindicesimo giorno del mese di Tishri. Originariamente durava sette giorni, ma nel corso del tempo la sua durata venne estesa a nove giorni. Nella Torah viene chiamata:
- Festa dei Tabernacoli (Lev. xxiii. 34; Deut. xvi. 13, 16; xxxi. 10; Zech. xiv. 16, 18, 19; Ezra iii. 4.; II Cron. viii. 13)
- Festa del raccolto (Esodo xxiii. 16, xxxiv. 22)
- La festa (I Re viii. 2; Ezec. xlv. 23; II Cron. vii. 8)
- La festa del signore (Lev. xxiii. 39; Giudici xxi. 19).

Nella letteratura ebraica posteriore viene chiamato Chag ("La festa")
Inizialmente era una festa a carattere agricolo; questo è evidente dal nome di "Festa del raccolto", dalle cerimonie che la caratterizzano, dalla stagione in cui viene celebrata:
Si configura come un ringraziamento per i frutti del raccolto (vedi Giudici 9;27). Poiché rappresenta la fine dei raccolti è considerata come un ringraziamento a Dio per la Natura, per i frutti che ha donato nell'anno trascorso.

## La Sukah
La halakha impone per la costruzione di una sukah il cui soffitto sia coperto di rami chiamati s'chach, creando all'interno un effetto di ombra prevalente.

Il cibarsi presso la capanna indicato nel Deuteronomio viene prescritto espressamente nel Levitico. Alle capanne viene attribuito un valore simbolico e vengono correlate con la sopravvivenza nel deserto: 

## Hoshanà Rabbà
Il settimo giorno di Sukot è chiamato Hoshanà Rabà (Grande Osanna). Sebbene il nome alla festa venne attribuito più tardi (nel Medioevo era chiamato Yom Kipur Hakatan o piccolo giorno di Kipur), la celebrazione quale festa a parte dal resto di Sukot può essere datata all'epoca del Tempio di Gerusalemme.
Sebbene le manifestazioni di gioiosità legate alla Festa delle Capanne, che si esprimono in musiche e processioni di luci, siano in conflitto con le leggi dello Shabat (anche se una parte di queste sono cadute con la distruzione del Tempio di Gerusalemme) intorno al 361 il patriarca Hillel ed i suoi seguaci, ritenendo Hosha'nà Rabbà talmente importante e così in conflitto con le regole dello Shabat, per prevenire la coincidenza tra la festa e lo Shabat, non permisero alla luna nuova del mese di Tishri di cadere durante la domenica.
Tutte le cerimonie o i servizi di elogio o preghiera che appartenevano, o che appartengono ancora, agli altri giorni centrali della festa mentre il Tempio era in piedi, come Hallel e l'oscillazione del "lulab," o la seduta nella cabina, appartengono anche a Hosha'nà Rabà. Il mazzo di cinque rametti di salice non sostituisce in nessun modo il mazzo di due rametti di salice nel lulab.
Abudarham parla dell'uso di leggere il Pentateuco durante la notte di Hosha'nà Rabà, dal quale si sviluppa l'uso moderno di incontrarsi durante questa notte per leggere il Deuteronomio, i Salmi e brani dello Zohar, recitare alcune preghiere della Cabala e partecipare ad un rinfresco.
Prima del normale servizio della mattina i Sefarditi usano recitare delle preghiere chiamate selichot. In alcune località c'è l'uso di suonare lo Shofar durante le processioni.
In entrambe le tradizioni all'inizio del servizio mattutino, vengono inseriti i salmi dello Shabat e durante le preghiere addizionali viene recitato l'"edushah" solo durante i giorni di mohed. Al termine di questa preghiera vengono estratti tutti i Rotoli ('sefarim in ebraico) dall'Arca (durante i sei giorni precedenti ne viene estratto uno solo, nessuno durante lo Shabat). Il lettore, muovendosi in circolo al perimetro della sinagoga, è seguito da uomini che imbracciano i rotoli. Dopo di loro alcuni uomini reggono il Lulav. Durante questo giorno e quelli precedenti, cominciano a cantare "Hosha'nà! per Tuo interesse, nostro D-o! Hosha'nà! per Tuo interesse, nostro Creatore!" ecc. e iniziano i sette giri di processione. I brani intonati durante la processione sono lievemente diversi nelle due tradizioni Sefardita e Askenazita e molto sono cambiate rispetto a quelle tramandate nel Mahzor Vitry (datate 4968 = 1208 d.C.); I Sefarditi fanno riferimento ad Avraham, Isacco, Giacobbe, Mosè, Aronne, Yosef (+ Phinehas) e re David. In seguito il Lulav viene messo da parte, tutti i partecipanti sollevano un ramo di salice ed intonano in coro "ol mebaser, mebaser we-omer" esprimendo le speranze nell'era Messianica.
Le composizioni recitate durante od in seguito alla processione consistono generalmente di 32 versetti ognuno, in ordine alfabetico. "Hosha'nà" viene ripetuto o sottinteso al termine di ognuna.

## Il Lulav
Un comandamento presente nel Levitico recita:
La modalità per comporre queste specie non viene indicato e dà origine a parecchie diverse interpretazioni in epoca successiva.

## L'osservanza ebraica in seguito all'esilio
Dopo il ritorno in Israele, al termine dell'esilio babilonese, gli ebrei ripresero l'osservanza della festa di Sukot. Notizia ne può essere trovata in Esdra 3;4 "Celebrarono la festa delle capanne secondo il rituale e offrirono olocausti quotidiani nel numero stabilito dal regolamento per ogni giorno" ed una descrizione è presente in Neh. 8;14-18 "Trovarono scritto nella legge data dal Signore per mezzo di Mosè, che gli Israeliti dovevano dimorare in capanne durante la festa del settimo mese. Allora fecero sapere la cosa e pubblicarono questo bando in tutte le loro città e in Gerusalemme: "Andate al monte e portatene rami di ulivo, rami di olivastro, rami di mirto, rami di palma e rami di alberi ombrosi, per fare capanne, come sta scritto". Allora il popolo andò fuori, portò i rami e si fece ciascuno la sua capanna sul tetto della propria casa, nei loro cortili, nei cortili della casa di Dio, sulla piazza della porta delle Acque e sulla piazza della porta di Èfraim. Così tutta la comunità di coloro che erano tornati dalla deportazione si fece capanne e dimorò nelle capanne." Sebbene non venga fatta menzione dei sacrifici, viene data importanza particolare al mangiare nelle capanne tanto che l'autore aggiunge nel versetto successivo "Dal tempo di Giosuè figlio di Nun fino a quel giorno, gli Israeliti non avevano più fatto nulla di simile". La deduzione che se ne può fare è che con la celebrazione della festa presso il Tempio parte delle pratiche persero di significato lasciando alla festa solo il significato di ricordo della vita nelle tende durante la fuga dall'Egitto. Secondo la versione che Neemia riporta della celebrazione, le Leggi venivano lette tutti i giorni e l'ottavo veniva celebrato in assemblea solenne.
Secondo Zaccaria 14;16-19, Sukot assumerà valore di festa universale nell'era messianica e tutte le nazioni sopravvissute compiranno tutti gli anni un pellegrinaggio a Gerusalemme per celebrare la Festa. Sukot è associata anche alla garanzia della pioggia per la stagione successiva, idea sviluppatasi nella letteratura ebraica posteriore.

## Gli Ushpizin
Una tradizione che ha origine nella Cabala lurianica ricorda di recitare la preghiera degli ushpizin (aramaico:אושפיזין "ospiti") per "invitare" nella sukkah uno dei sette "ospiti glorificati". Questi ushpizin rappresentano i sette pastori di Israele: Abramo, Isacco, Giacobbe, Mosè, Aronne, Giuseppe e Davide. Secondo tale customanza, ogni notte entra nella sukkah un ospite diverso, seguito dagli altri sei. Ognuno degli ushpizin ha una lezione particolare da insegnare, che spiega i paralleli spirituali del giorno in cui egli visita.

## Sheminì Azeret
Shemini Atzeret (in ebraico שמיני עצרת ‎? – "l'Ottavo [giorno] di Assemblea"; pron. ashkenazi: shmini-atseres) è una festività ebraica che si celebra nel 22º giorno del mese ebraico di Tishrei. Nella Diaspora, si celebra con un giorno in più, col secondo giorno considerato separatamente col nome Simchat Torah. In Israele, come anche nell'ebraismo riformato, le due festività di Shemini Atzeret e Simchat Torah vengono congiunte e i rispettivi nomi usati in maniera intercambiabile.
Il Talmud, sul "Trattato Sukkah" 48a, descrive Shemini Atzeret con le parole "una festività a sé stante" (in ebraico רגל בפני עצמו ‎?, regel bifnei atzmo) in riferimento a sei regole halakhiche specifiche. Tali regole sono abbreviate con  פז"ר קש"ב:
1. Lotteria (פּיס): Durante l'anno, le 24 divisioni sacerdotali facevano a turno nel condurre i servizi del Tempio, una settimana per divisione. Durante la maggior parte dei festival, tutte le divisioni erano presenti e disponibili, e si tirava a sorte per determinare quale gruppo avrebbe dovuto effettuare i servizi in un determinato giorno. Poiché grandi quantità di offerte venivano portate nei sette giorni di Sukkot, tutte le ventiquattro divisioni partecipavano e dividevano il lavoro ogni giorno. Tuttavia, per il Shemini Atzeret, si sorteggiava come per tutti gli altri festival.
2. Giorno della Benedizione (זמן): Recitazione della benedizione Sheheḥeyanu come per il primo giorno (nella Diaspora: due gg.) di tutti gli altri festival. Differisce dalla Pesach, dove l'ultimo giorno (nella Diaspora: gli ultimi 2 gg.) è considerato parte dello stesso festival. Benedizione come segue:
| Ebraico            | Italiano                                           | Traslitterazione            |
| ------------------ | -------------------------------------------------- | --------------------------- |
| בָּרוּךְ אַתָּה יְ*יָ       | Benedetto sei Tu, Signore                          | Baruch atta A-donai         |
| אֱ-לֹהֵינוּ מֶלֶךְ הַעוֹלָם  | nostro Dio, Re dell'Universo,                      | E-loheinu melekh ha'olam    |
| שֶׁהֶחֱיָנוּ וְקִיְּמָנוּ      | Che ci hai donato la vita, ci hai sostenuto        | she-ecḥeyanu ve'qi'eh'manu  |
| וְהִגִּיעָנוּ לַזְּמַן הַזֶּה ׃ | e ci hai permesso di raggiungere questa occasione. | va'higiy'anu laz'man hazeh. |

## Avodah
3. Festival del Pellegrinaggio (רגל): Descrizione di questo giorno come regel bifnei atzmo (vedi sopra). Rashi nel "Sukkah" 48a scrive che qui si intende (a) che uno non dimora nella sukkah durante Shemini Atzeret e (b) che uno non descrive questo giorno chiamandolo "Sukkot" durante le preghiere.
4. Offerta al Tempio (קרבן): Nei sette giorni di Sukkot, le offerte aggiuntive (מוסף) includevano 2 montoni e 14 agnelli al giorno, insieme ad una serie (fino a) di 70 tori (in rappresentanza delle 70 Nazioni) in numero decrescente nel corso della settimana. Durante lo Shemini Atzeret, l'offerta comprendeva un montone, sette agnelli e un solo toro. Veniva inoltre eseguita una sorta di libagione d'acqua.
5. Canto (שיר): Esistono qui varie interpretazioni, ma la principale è quella che si riferisce allo Shir Shel Yom (Salmo del giorno) recitato dai Leviti nel Tempio. Quelli di Sukkot si riferiscono ai doni campestri fatti ai poveri e che dovevano esser separati dal resto del raccolto entro Sukkot; quello di Shemini Atzeret è completamente differente.
6. Benedizione (ברכה): Rashi (citando la Tosefta) afferma che si riferisce alla benedizione che il popolo impartì a Re Salomone durante la dedica del Primo Tempio.
La Mishnah (nella "Sukkah" 48a o Mishnah Sukkah 4:7) descrive Shemini Atzeret come יום טוב אחרון של חג (ebraico:yom tov aḥaron shel ḥag, festività finale del Festival [di Sukkot]). Il contesto qui è che gli obblighi di Sukkot per la שמחה (simcha, gioia) e la recita dei Salmi הלל (Hallel) 113–118 durano otto giorni. Rispetto a questi due obblighi, Shemini Atzeret fa parte di Sukkot. Ecco perché uno dei nomi liturgici alternativi di Sukkot, זמן שמחתנו (zman simḥatenu, "Tempo della nostra felicità") continua ad esser usato nelle preghiere per descrivere Shemini Atzeret (e quindi la Simchat Torah). Infatti il nome biblico della festa, Shemini Atzeret, fa chiaro riferimento al fatto che cade nell'ottavo giorno, contando dal primo giorno di Sukkot
Questa doppia natura di Shemini Atzeret (come parte di Sukkot e separato da esso) dipende dalle osservanze e tradizioni di tali giorni in Eretz Israel.